# 塞卢斯·麦考密克
塞卢斯·豪尔·麦考密克（英語： 1809年2月15日—1884年5月13日）美国发明家、商人，他发明了机械收割机，建立了麦考密克收割机公司，该公司于1902年加入国际收割机公司。麦考密克来自弗吉尼亚，此后他的家族成为芝加哥地区的名门望族。

## 纪念
- 麦考密克 (南卡罗来纳州)
- 麥科米克縣 (南卡羅萊納州)
- 芝加哥麥考密克展覽中心（McCormick Place）